# Pęchcin (gromada)
Pęchcin – dawna gromada, czyli najmniejsza jednostka podziału terytorialnego Polskiej Rzeczypospolitej Ludowej w latach 1954–1972.
Gromady, z gromadzkimi radami narodowymi (GRN) jako organami władzy najniższego stopnia na wsi, funkcjonowały od reformy reorganizującej administrację wiejską przeprowadzonej jesienią 1954 do momentu ich zniesienia z dniem 1 stycznia 1973, tym samym wypierając organizację gminną w latach 1954–1972.
Gromadę Pęchcin z siedzibą GRN w Pęchcinie utworzono – jako jedną z 8759 gromad na obszarze Polski – w powiecie ciechanowskim w woj. warszawskim, na mocy uchwały nr VI/10/1/54 WRN w Warszawie z dnia 5 października 1954. W skład jednostki weszły obszary dotychczasowych gromad Gąski, Kowanty Zendowe, Niechodzin, Pęchcin, Śmiecin Kolonia, Śmiecin Stary i Szczurzynek oraz wieś Gorysze z dotychczasowej gromady Gorysze ze zniesionej gminy Nużewo w tymże powiecie. Dla gromady ustalono 22 członków gromadzkiej rady narodowej.
29 lutego 1956 z gromady Pęchcin wyłączono część obszaru kolonii Śmiecin o powierzchni 17,35 ha włączając ją do miasta Ciechanów w tymże powiecie.
Gromadę zniesiono 1 stycznia 1958, a jej obszar włączono do nowo utworzonej gromady Ciechanów w tymże powiecie.